# 1re division d'infanterie de la Légion
Pour les articles homonymes, voir 1re division.
Ne doit pas être confondu avec 1re division d'infanterie polonaise.
La 1re division d'infanterie de la légion « Józef Piłsudski » (polonais : 1 Dywizja Piechoty Legionów im. Marszałka Józefa Piłsudskiego) est une division d'infanterie des forces armées polonaises créée en 2023 et nommée en l'honneur de l'homme politique polonais Józef Piłsudski. 

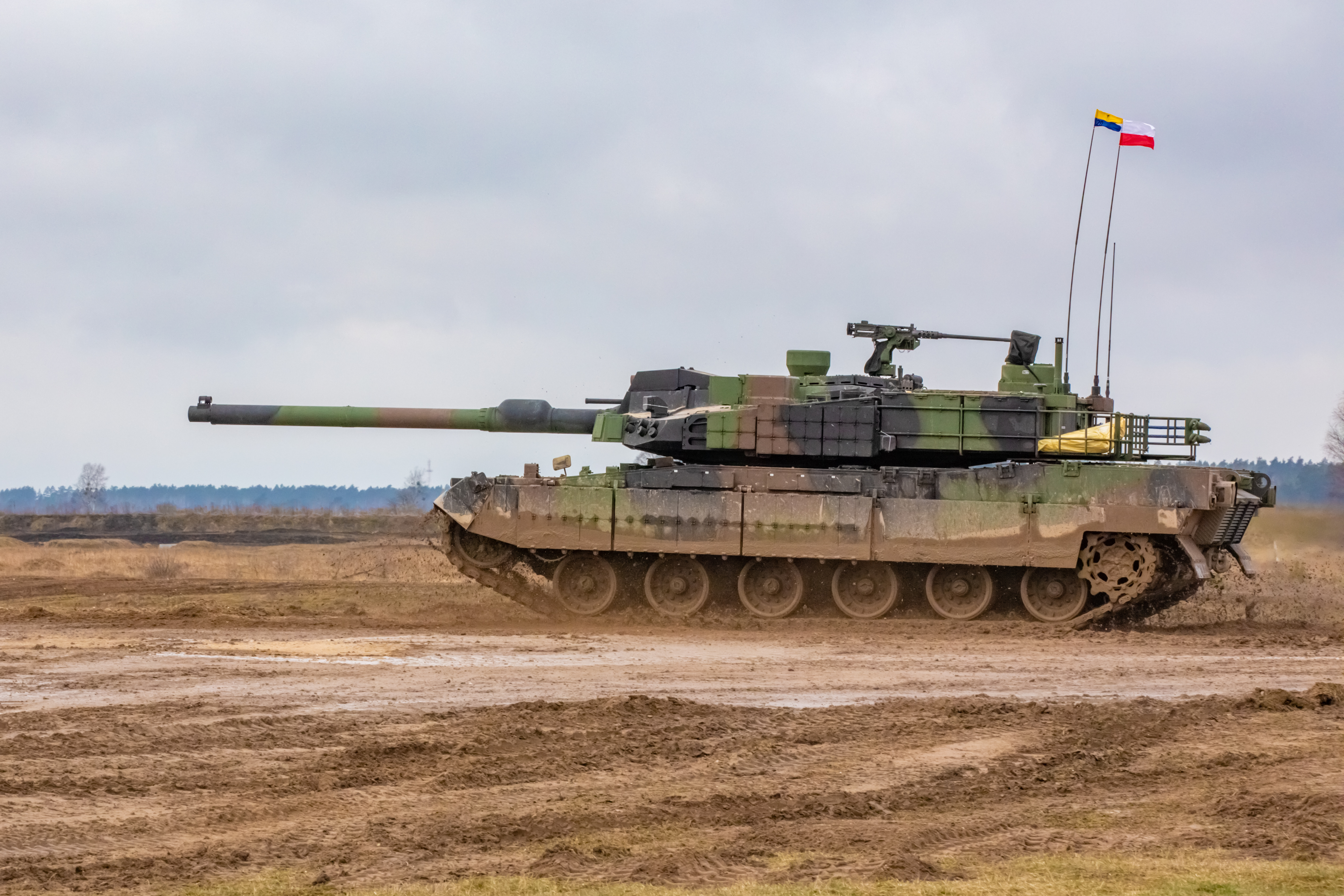
Elle est la première unité équipée de K2 Black Panther.

Son quartier général est à Ciechanów (Mazovie). La division est équipée des chars K2, Abrams. Elle a pour objectif, avec les 16e et 18e divisions mécanisées de défendre la frontière est.